# Spurio Verginio Tricosto Celiomontano
Spurio Verginio Tricosto Celiomontano (fl. V secolo a.C.) è stato un politico romano.

## Consolato
Spurio Verginio Tricosto Celiomontano venne eletto console  nel 456 a.C. insieme con Marco Valerio Massimo Lettuca.
Durante il consolato non ci furono scontri con i bellicosi vicini Equi e Volsci.
Sul fronte interno continuarono i conflitti tra Patrizi e Plebei, questa volta relativi all'utilizzo del suo pubblico dell'Aventino. Il Tribuno della plebe Lucio Icilio riuscì a far approvare una legge, la lex Icilia de Aventino publicando, che assegnava ai Plebei il permesso a costruire abitazioni private sull'Aventino, a testimoniare l'aumento della popolazione a Roma..